# Sonate pour violon et piano no 3 de Grieg
Pour les articles homonymes, voir Sonate pour violon et piano.
La Sonate pour violon et piano no 3 en ut mineur op. 45 est une sonate pour violon et piano écrite par Edvard Grieg en 1887.

## Contexte et création
Edvard Grieg commence sa sonate à l'automne 1886 et elle est achevée en janvier 1887. Elle est créée le 10 décembre 1887 à Leipzig par le violoniste russe Adolph Brodsky et le compositeur au piano. L'œuvre est alors prisée dès ses débuts par le public européen et nord américain.

## Structure
L'œuvre se compose de trois mouvements :
1. Allegro molto ed appassionato
2. Allegretto espressivo alla Romanza
3. Finale allegro animato

Sa durée d'exécution est d'environ vingt-quatre minutes.

## Analyse
Pour François-René Tranchefort, cette sonate possède un fort sentiment tragique, une grande intensité dramatique et une profonde mélancolie. La structure formelle en est très classique.

### Allegro molto ed appassionato
Le mouvement, à 
, est construit sur deux thèmes. Le premier est sombre et conflictuel, où le violon joue sur la corde de sol, tout en apportant des passages lyriques dans son registre aigu. Le second thème contraste fortement, chantant une consolation en mineur. Le développement est basé uniquement sur le premier thème. La coda, dans son Presto, est aussi fondée sur le premier thème.

### Allegretto espressivo alla Romanza
Ce deuxième mouvement est en mi majeur, dans une tonalité totalement indépendante du mouvement précédant. La mélodie est d'abord présentée au piano sur quarante-quatre mesures, avant d'être reprise par le violon à l'identique. Les deux instruments ne fusionnent jamais et chacun chante sa partie de son coté. La partie centrale est contrastante dans son 
 en mi mineur, avec l'inspiration d'un air de danse norvégienne. La première partie est ensuite reprise avec un accompagnement de triolets appassionato au piano. La coda est marquée par les trilles du violon, sur une basse chromatique descendante du piano.

### Finale allegro animato
Le troisième et dernier mouvement présente deux thèmes alternés sans qu'il n'y ait de développement, à l'image de celui de la deuxième sonate. Le premier sujet est en do mineur, énoncé d'abord par le violon et répété par le piano. Le second thème est donné au violon, dans une tonalité de la bémol majeur. La deuxième section présente un sujet en do mineur, avant d'être répété en fa mineur. Le second sujet de cette section est en do majeur, tout comme la coda prestissimo.